# Elvira di Castiglia
Elvira di Castiglia, in spagnolo Elvira de Castela (1080 circa – dopo il 19 giugno 1156), fu contessa consorte di Tolosa e marchesa consorte di Provenza dal 1094 e contessa consorte di Tripoli, dal 1102 al 1105.

## Origine
Secondo il Chronicon regum Legionensium era figlia illegittima del re di León, re di Castiglia e re di Galizia, Alfonso VI di Castiglia e della sua concubina, Jimena Muñoz(?-1128), figlia di Munio Muñoz (? - dopo il 1186) e della moglie, Velasquita Muñoz (? - dopo il 1185).
Alfonso VI di Castiglia era il figlio maschio secondogenito del re di Castiglia (1035-1065) e re consorte di León, Ferdinando I e della regina del León (1037-1065) e regina consorte di Castiglia, Sancha I.

## Biografia

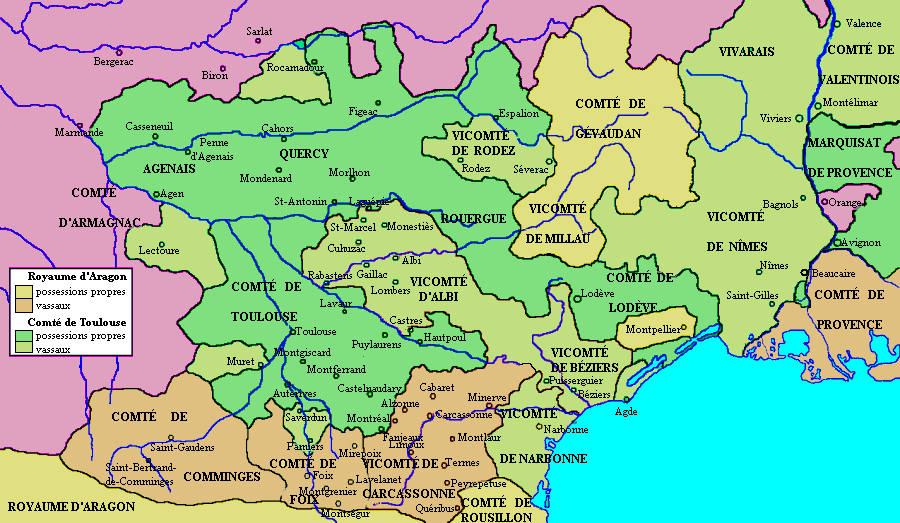
In verde la contea di Tolosa e il marchesato di Provenza, con tutti gli stati vassalli

La data di nascita di Elvira è stata calcolata in base alla data di nascita del primo figlio, prima del 1097, quindi circa 1080.
Verso il 1094 o prima, Elvira sposò il conte di Saint-Gilles, marchese di Gotia, conte di Tolosa e marchese di Provenza, Raimondo di Saint-Gilles(ca. 1045-1105). Raimondo era riuscito a farsi confermare nel titolo di marchese di Provenza, dopo la morte, nel 1093, del conte Bertrando II di Provenza, che rivendicava il titolo di marchese di Provenza; Raimondo riuscì ad accordarsi con la madre di Bertrando, Stefania (che da quel momento si fece chiamare Dolce), che governava per conto della nuova contessa Provenza, la figlia, Gerberga di Provenza; a Raimondo, secondo le Mémoires pour servir à l'histoire des comtés de Valentinois et de Diois, andò definitivamente il titolo di marchese di Provenza. A seguito di questo accordo Raimondo e Dolce (ex Stefania), il 28 luglio 1094, fecero una donazione all'abbazia di San Vittore (Marsiglia), controfirmata da Elvira, citata come moglie di Raimondo.
Elvira era la terza moglie di Raimondo, dopo la cugina, figlia terzogenita del conte di Provenza, Goffredo I e dopo Matilde, figlia del conquistatore e primo conte di Sicilia Ruggero I di Sicilia.
Elvira viene citata, assieme a Raimondo, nella bolla papale di Urbano II, del 18 febbraio 1095, per la restituzione di alcune reliquie al monastero di Saint-Gilles
Il marito, Raimondo fu tra i primi a rispondere all'appello per partecipare alla  prima crociata; lasciò Tolosa, alla fine di ottobre del 1096, con Elvira e, secondo il monaco benedettino, Guiberto, abate del monastero di Notre-Dame a Nogent, che fu pure storico e teologo, il primo figlio di Raimondo ed Elvira, di cui non si conosce il nome, con Ademaro, vescovo di Le Puy, legato pontificio e un grande seguito, mentre il figlio della prima moglie di Raimondo, Bertrando rimase a governare i suoi feudi nel sud della Francia.

La terra santa nel 1102

Il marito, Raimondo morì il 28 febbraio del 1105, durante l'assedio di Tripoli, come narra l'arcivescovo di Tiro, Guglielmo, nel suo Historia rerum in partibus transmarinis gestarum. Gli succedette nella continuazione dell'assedio, il nipote Guglielmo Giordano, per conto del conte titolare, Bertrando, figlio primogenito di Raimondo; mentre la contea di Tolosa e il marchesato di Provenza, pur essendo governate da Bertrando, erano state lasciate all'ultimogenito, Alfonso Giordano, figlio di Raimondo ed Elvira.
Nel 1106, dopo la morte del marito, Elvira lasciò la Palestina, col figlioletto Alfonso Giordano, di pochi anni, rientrando, secondo lo storico britannico, medievalista e bizantinista, Steven Runciman, nel 1108, nella contea di Tolosa, governata dal figliastro Bertrando, che si fregiava dei due titoli.
Alla fine di quello stesso anno, Bertrando partì per la Terra santa, per entrare in possesso della contea di Tripoli lasciando il governo della contea di Tolosa e del marchesato di Provenza al fratellastro, Alfonso Giordano, ancora minore, per cui Elvira tenne la reggenza per conto del figlio.
Nel 1112, alla morte di Bertrando, suo figlio divenne anche titolare della contea di Tolosa e del marchese di Provenza ed Elvira continuò a tenere la reggenza.
Ma, sempre in quell'anno (1112), dopo la morte del conte di Tolosa di Bertrando, che dal 1105, in nome del diritto ereditario della moglie, Filippa, il duca di Aquitania e Guascogna e conte di Poitiers, Guglielmo IX detto il Trovatore organizzò una spedizione e occupò la contea di Tolosa e assieme a Filippa, s'insediarono sul trono della contea, spodestando il conte Alfonso Giordano, che si ritirò nel marchesato di Provenza.
Il documento n° XXVII dell'Histoire Générale de Languedoc, Tome IV, Preuves, datato 1114, ci conferma che Filippa, in tale data, era la contessa di Tolosa che stipulò un accordo con il visconte di Béziers.
Nel 1117 o prima (l'8 luglio 1117 il documento nº3927 delle Chartes de l'abbaye de Cluny, Tome V conferma che Elvira fece una donazione assieme al secondo marito, Elvira sposò, in seconde nozze, Fernando Fernández (?-dopo il 1124), da cui poi si separò verso il 1121. Anche la madre di Elvira, Jmena, alcuni mesi prima di morire, in una donazione fatta al nipote Garcia Fernandez cita il matrimonio di Elvira con Fernando Fernández. Anche Canal Sanchez-Pagin, J. M., nel suo La Infanta Dona Elvira, hija de Alfonso VI y de Gimena Munoz, a la luz de los diplomas conferma il matrimonio di Elvira con Fernando Fernandez.
Dopo che, nel 1126, la sorellastra, Urraca, era morta, Elvira fece ritorno in Castiglia; e lì’ risiedette a partire dal 1037 sino al 19 giugno 1156, Elvira è ricordata per numerose donazioni al monastero di San Pedro de Montes, tra i monti del Bierzo, vicino a Ponferrada.

## Discendenza
Elvira a Raimondo diede un due figli:
- Un figlio (prima del 1097- ca. 1103), morto giovane, prima del padre, che secondo il monaco benedettino, Guiberto, abate del monastero di Notre-Dame a Nogent, che fu pure storico e teologo, nel 1096, partì coi genitori per la crociata[11]:
- Alfonso Giordano[23] (1103-1148), conte di Tolosa e marchese di Provenza, che secondo il Runciman, morì avvelenato durante la seconda crociata[24].

A Fernando Fernández ne diede tre:
- Diego Fernández;
- García Fernández;
- Teresa Fernández.

## Ascendenza
|                           |   |                            | Genitori                   |  |  | Nonni |  |  | Bisnonni                     |  |  | Trisnonni                    |  |
|                           |   |                            |                            |  |  |       |  |  | Sancho III Garcés di Navarra |  |  | García II Sánchez di Navarra |  |
|                           |   |                            |                            |  |  |       |  |  | Sancho III Garcés di Navarra |  |  | García II Sánchez di Navarra |  |
|                           |   | Jimena Fernández           |                            |  |  |       |  |  | Sancho III Garcés di Navarra |  |  |                              |  |
| Ferdinando I di Castiglia |   |                            |                            |  |  |       |  |  | Sancho III Garcés di Navarra |  |  |                              |  |
|                           |   | Munia di Castiglia         | Sancho Garcés              |  |  |       |  |  |                              |  |  |                              |  |
|                           |   | Munia di Castiglia         | Sancho Garcés              |  |  |       |  |  |                              |  |  |                              |  |
|                           |   | Munia di Castiglia         | Urraca Gomez               |  |  |       |  |  |                              |  |  |                              |  |
| Alfonso VI di León        |   | Munia di Castiglia         |                            |  |  |       |  |  |                              |  |  |                              |  |
|                           |   | Alfonso V di León          | Bermudo II di León         |  |  |       |  |  |                              |  |  |                              |  |
|                           |   | Alfonso V di León          | Bermudo II di León         |  |  |       |  |  |                              |  |  |                              |  |
|                           |   | Alfonso V di León          | Elvira Garcés di Castiglia |  |  |       |  |  |                              |  |  |                              |  |
| Sancha I di León          |   | Alfonso V di León          |                            |  |  |       |  |  |                              |  |  |                              |  |
|                           |   | Elvira Menéndez de Melanda | Menendo González           |  |  |       |  |  |                              |  |  |                              |  |
|                           |   | Elvira Menéndez de Melanda | Menendo González           |  |  |       |  |  |                              |  |  |                              |  |
|                           |   | Elvira Menéndez de Melanda | Toda Domna                 |  |  |       |  |  |                              |  |  |                              |  |
| Elvira di Castiglia       |   | Elvira Menéndez de Melanda |                            |  |  |       |  |  |                              |  |  |                              |  |
|                           | … | …                          |                            |  |  |       |  |  |                              |  |  |                              |  |
|                           | … | …                          |                            |  |  |       |  |  |                              |  |  |                              |  |
|                           | … | …                          |                            |  |  |       |  |  |                              |  |  |                              |  |
| …                         | … |                            |                            |  |  |       |  |  |                              |  |  |                              |  |
|                           |   | …                          | …                          |  |  |       |  |  |                              |  |  |                              |  |
|                           |   | …                          | …                          |  |  |       |  |  |                              |  |  |                              |  |
|                           |   | …                          | …                          |  |  |       |  |  |                              |  |  |                              |  |
| Jimena Núñez de Lara      |   | …                          |                            |  |  |       |  |  |                              |  |  |                              |  |
|                           |   | …                          | …                          |  |  |       |  |  |                              |  |  |                              |  |
|                           |   | …                          | …                          |  |  |       |  |  |                              |  |  |                              |  |
|                           |   | …                          | …                          |  |  |       |  |  |                              |  |  |                              |  |
| …                         |   | …                          |                            |  |  |       |  |  |                              |  |  |                              |  |
|                           |   | …                          | …                          |  |  |       |  |  |                              |  |  |                              |  |
|                           |   | …                          | …                          |  |  |       |  |  |                              |  |  |                              |  |
|                           |   | …                          | …                          |  |  |       |  |  |                              |  |  |                              |  |
|                           |   | …                          |                            |  |  |       |  |  |                              |  |  |                              |  |

### Fonti primarie
- (LA)  Preuves de l'Histoire Générale de Languedoc, tome V.
- (LA)  Chronicon sancti Maxentii Pictavensis, Chroniques des Eglises d'Anjou.
- (LA)  Documenta Germaniae Historica, Scriptores, tomus XXIII.
- (LA)  Chartes de l'abbaye de Cluny.
- (LA)  Chartes de l'abbaye de Cluny, tome V.
- (LA)  HISTORIA HIEROSOLYMITANAE EXPEDITIONIS, libro IX.
- (LA)  Bullaire de l'Abbaye de Saint-Gilles.
- (LA)  Cartoulaire de l'abbaye de Saint-Victor de Marseille, tome II.
- (LA)  Historia rerum in partibus transmarinis gestarum, libro XI.
- (LA)  Guiberto Historia quæ dicitur gesta dei per Francos, livre II.
- (LA)  Annali Genovesi di Caffaro e de´ suoi continuatori, Vol. 1.

### Letteratura storiografica
- Louis Halphen, La Francia nell'XI secolo, in «Storia del mondo medievale», vol. II, 1999, pp. 770–806
- William B. Stevenson, La prima crociata, in «Storia del mondo medievale», vol. IV, 1999, pp. 718–756
- Charles Lethbridge Kingsford, Il regno di Gerusalemme, 1099-1291, in «Storia del mondo medievale», vol. IV, 1999, pp. 757–782
- (EN)  The World of El Cid: Chronicles of the Spanish Reconquest.
- (EN) #ES The Kingdom of León-Castilla under Queen Urraca, chapter VII, su libro.uca.edu.
- (EN) The Aristocracy in Twelfth-Century León and Castile - Simon Barton - Google Libri, su books.google.it.
- (EN) Tumbo Viejo de San Pedro de Montes, su books.google.it.